# Библиотека „Преподобни Јустин Нови Ћелијски”
Библиотека Епархијског дома Епархије захумско-херцеговачке и приморске „Преподобни Јустин Нови Ћелијски” је црквена јавна установа, и једна од двије јавне библиотеке у Требињу. Библиотека је смјештена у згради Епископске резиденције, Епархије захумско-херцеговачке и приморске у Требињу, у улици Светосавска бр. 4.

## Историјат
Библиотека је првобитно  је била дио личне библиотеке Епископа Атанасија Јевтића коју је он дао на коришћење грађанима Требиња. Прве књиге су издаване већ 1995. године. Фонд библиотеке је обогаћен новим издањима, насловима из личне библиотеке Епископа Григорија Дурића и донацијама грађана и епархије.
Данас библиотека броји преко 20.000 наслова од чега око 8.000 на другим језицима међу којима се могу наћи наслови на грчком језику, руском, француском и енглеском. Наслови су из области теологије, филозофије, књижевности, историје и осталих писаних материјала.
Библиотека носи име једног од наших највећих теолога, филозофа и бесједника Св. Јустина Ћелијског који је своме роду у наслијеђе оставио 33 значајне књиге међу којима и 12 књига Житија светих са посветом аутора своме ученику и сараднику Епископу Атанасију Јевтићу, велики број монографија, старе богослужбене књиге – свједоке хришћанске активности на просторима Епархије захумско-херцеговачке и приморске у минулим временима из херцеговачких цркава које свједоче активан хришћански живот у прошлим временима на подручју наше епархије, велики број научних часописа и вриједне наслове на грчком језику.